# Night Hawk Lake
Night Hawk Lake är en sjö i Kanada.   Den ligger i Cochrane District och provinsen Ontario, i den sydöstra delen av landet, 500 km nordväst om huvudstaden Ottawa. Night Hawk Lake ligger 271 meter över havet. Arean är 118 kvadratkilometer. Den sträcker sig 27,1 kilometer i nord-sydlig riktning, och 12,6 kilometer i öst-västlig riktning.
Runt Night Hawk Lake är det glesbefolkat, med 13 invånare per kvadratkilometer.